# Sonatine G-Dur op. 100 (Dvořák)
Die Sonatine G-Dur für Violine und Klavier op. 100 schrieb Antonín Dvořák zwischen dem 19. November und dem 3. Dezember 1893 in New York. Sie ist das letzte Kammermusikwerk, das er auf amerikanischem Boden schrieb.
Gewidmet ist sie seinen Kindern, im Besonderen der damals fünfzehnjährigen Ottilie und dem zehnjährigen Toník, deren musikalisch-reproduktiven Fertigkeiten sie angepasst war. Dvořák selbst charakterisiert das Werk in seinem Brief an Fritz Simrock vom 2. Januar 1894 folgendermaßen: „Sie (die Sonatine) ist bestimmt für die Jugend (meinen zwei Kindern gewidmet), aber auch Große, Erwachsene, sollen sich damit unterhalten, wie sie eben können...“
Alle vier kleinen Sätze, die schlicht und übersichtlich aufgebaut sind, enthalten Themen, die, wie bereits das Quartett F-Dur für 2 Violinen, Viola und Violoncello op. 96 und das Quintett Es-Dur für 2 Violinen, 2 Violen und Violoncello op. 97, auf für „Indianermelodien“ und Spirituals typische Wendungen zurückgreifen (Pentatonik, synkopischer Rhythmus usw.).
Erschienen ist sie 1894 bei Simrock in Berlin.
Eine Aufführung des Werks dauert in der Regel ca. 18 Minuten.

## Entstehungsgeschichte
Die Niederschrift der Skizze erfolgte vom 19. bis zum 23. November 1893, die Partitur des ersten Satzes wurde vom 23. bis zum 24., des zweiten und dritten Satzes bis zum 25. November und des vierten Satzes bis zum 3. Dezember 1893, sämtlich in New York. 

## Satzbeschreibungen

### 1. Satz: Allegro risoluto
3/4-Takt, Tonart: G-Dur
Der erste Satz ist in Form eines Sonatenhauptsatzes gehalten, der in der Exposition drei Themen zur Entwicklung bringt. Das Hauptthema ist ein aus drei motivischen Elementen zusammengesetztes, zweiunddreißigtaktiges Lied. Daran knüpft unmittelbar das Nebenthema in e-Moll an, das von wellenförmigen Triolen begleitete Imitationen der beiden Instrumente bringt. Die Triolenbewegung wird dann auch ins Schlussthema übernommen. Die Durchführung ist verhältnismäßig kurz gehalten und verarbeitet hauptsächlich den Anfang des Hauptthemas. Die Reprise geht dann in eine ruhig abschließende Coda über.

### 2. Satz: Larghetto
2/4-Takt, Tonart: g-Moll
Die einleitende Melodie des zweiten Satzes soll Dvořák beim Betrachten des glitzernden Farbenspiels des Wasserfalls Minnehaha Falls bei Saint Paul in Minnesota aufgezeichnet haben. Ihr folgt eine aus zwei motivischen Elementen aufgebaute Phrase in B-Dur. Es schließt sich ein kurzes Intermezzo in G-Dur an, das schlicht und anmutig über einem Orgelpunkt erklingt. Der Satz schließt mit der Wiederholung des Eingangsthemas.

### 3. Satz: Molto vivace
3/4-Takt, Tonart: G-Dur
Der dritte Satz ist ein Scherzo mit vollkommen symmetrischen Eckteilen, die mit einem stark rhythmischen Motiv beginnen. Das Trio ist in den ersten acht Takten ruhiger, steigert sich dann aber durch synkopische Akzente. 

### 4. Satz: Allegro molto, Molto tranquillo, Allegro molto, Molto tranquillo
2/4-Takt, Tonart: G-Dur
Im vierten Satz greift Dvořák wieder auf die Sonatenhauptsatzform zurück. Das Hauptthema erfährt eine Synkopierung im dritten Takt, die in den folgenden Verbindungsgedanken wiederholt aufgegriffen wird. Der punktierte Rhythmus des Nebenthemas, das wie das Nebenthema des ersten Satzes in e-Moll steht, gleicht dem des Hauptthemas des ersten Satzes des 
Quintetts Es-Dur op. 97 und wird von Šourek als amerikanische Eigentümlichkeit bezeichnet. Die Exposition schließt mit einem neuen Thema in E-Dur, das durch sein langsames Tempo (Molto tranquillo) überrascht. Die Durchführung bringt ausschließlich das Hauptthema zur Entwicklung. In der Reprise erscheint das Nebenthema in g-Moll und das Schlussthema, ebenfalls Molto tranquillo, in G-Dur. Die Coda, die aus den ersten beiden Takten des Hauptthemas erwächst, steigert sich im Tempo wie in der Dynamik.

## Rezeption
Die schmerzvolle, gefühlssinnige Melodik ließ den zweiten Satz sehr populär werden, was den Verleger Simrock dazu veranlasste, ihn als Arrangement für verschiedene Instrumente unter diversen Namen wie Indian Canonzetta, Indianisches Lamento, Indianisches Wiegenlied usw. zu veröffentlichen. Dies geschah jedoch ohne Wissen des Komponisten.